# Algarvia
Algarvia es una freguesia portuguesa perteneciente al municipio de Nordeste, situado en la Isla de San Miguel, Región Autónoma de Azores. Se encuentra a una latitud de 37°51' N y una longitud 25°14' O. La freguesia se encuentra a 212 m s. n. m. Fue creada oficialmente el 16 de julio de 2002, junto con las vecinas de Santo António de Nordestinho y São Pedro de Nordestinho, por división de la antigua freguesia de Nordestinho. Al norte de la freguesia se encuentra el océano Atlántico. La agricultura es la principal actividad económica de la parroquia.
- Datos: Q1998261
- Multimedia: Algarvia (Nordeste) / Q1998261

1. ↑  Worldpostalcodes.org,código postal n.º 9630-222.